# الحكم المطلق في القرن العشرين
الحكم المطلق في القرن العشرين  كتاب للأديب المصري عباس محمود العقاد صدر عام 1928 عن دار الكتاب اللبناني – بيروت في 57 صفحة. يؤكد العقاد في هذا الكتاب أن الديمقراطية لم تفشل، فقد كان لها عيوب ناتجة عن عيوب الطبيعة الإنسانية ذاتها، كما يقدم نماذجَ لبعض الدول الأوروبية التي تمسَّكت بالدكتاتورية، ويختتم في النهاية كتابه ويطالبنا بالتريُّث في الحكم على الديمقراطية كنظام سياسي.

## محتوى الكتاب
(1) هل فشلت الديمقراطية؟
(2) لم تفشل الديمقراطية
(3) تمثيل الشعب
(4) بلاد الدكتاتورية
(5) خاتمة 

## مقتطفات من الكتاب
كان الاستبداد المطلق مقدسًا في زعم رجال الدين الذين كانوا يستعينون به على حفظ مكانتهم، وقضاء مآربهم، وكان هو يستعين بهم على تقرير نفوذه، وشمول سلطانه على الضمائر والأجسام، وكان لحقِّ الحكم مصدر إلهي يتلقاه الحاكم المستبد من السماء، فلا يُسأل عنه، ولا يكون للشعب إلا أن يطيعه كما يطيع خالقه، ويؤمن بحكمته التي تخفى عليه كما يؤمن بأسرار حكمة القدر؛ فالحكومة رسالة سماوية معصومة على هذه الأرض الخاطئة، والشك في الحكومة كالشك في العقيدة، كلاهما كُفر يعاقَب عليه بالحرمان السرمدي من رحمة الله.
كان هذا هو مصدر الحكومة المستبدة إلى ما قبل القرن الثامن عشر، وكان الإيمان به عامًّا شائعًا لا يَشك فيه إلا أفراد معدودون من أحرار الفكر، يخفون آراءهم كما يُخفي المجرم جريمته، والآثم وصمة عاره، فلما انتقل سلطان الحكم من الملوك المستبدين إلى مشيئة الشعوب انتقلت القداسة معه إلى المصدر الجديد، وأصبح حق الحكم مقدسًا - مرة أخرى - من طريق الشعب لا من طريق الصوامع والكهان، وتَغيَّر النظام القديم ولم يَتغير قالبه الذي صنعته العادات المتأصلة والمصالح المتشعبة والعقائد الموروثة، وربما بدأت هذه القداسة الشعبية على سبيل المجاز في التعبير، يلجأ إليه دعاة النظام الحديث للمقابلة بين أساس الحكومة الغابرة وأساس الحكومة الحاضرة، ثم أضيفت إلى هذا المجاز حماسة الفكرة الناشئة، وروح الأمل في المستقبل، والنقمة على الماضي، فأصبحت القداسة الحديثة عقيدة في الضمير يشوبها من الإبهام كل ما يشوب العقائد التي تستعصي على متناوَل العقول.
.......
لم تفشل الديمقراطية ولا ظهر إلى الآن من آثارها وعلاماتها إلا ما يدل على نجاحها وثباتها، وأنها ستكون أساسًا للحكم في المستقبل تُبنى عليه قواعد الحكومات، ويُرجع إليه في إصلاح كل ما يحتاج منها إلى الإصلاح. أما تلك الأسباب المصطنعة التي ألممنا بها، فأكثر مَن يتعلق بها، ويعمل لترويجها هم أنصار الحكم المطلق والرجعة إلى الاستبداد القديم، وهم أقل الناس حقًّا في تجريح الديمقراطية، بعدما تَبين من فشل حكمهم في بلاد كثيرة وأحوال مختلفة، فإذا بطلَ إيمان الناس بقداسة الديمقراطية - مجازًا أو حقًّا - فمن المقرر المقطوع به أنهم لا يرجعون إلى الإيمان بقداسة المستبدين وما يزيفونه من الدعاوى والجهالات.
وإذا قيل: إن الجماهير تنخدع للزعماء، وتؤخذ بالمظاهر، وتستمال إلى العقائد التي تُبث فيها بالإيحاء والتكرار، فهذه الأطوار لم تكن ملغاة في العصور الماضية، ولا كان شأنها ضعيفًا في تصريف الأمم وقيادة الحكومات. وماذا كان يصنع المستبدون طوال العصور الماضية إلا أن يستعينوا على خداع الجماهير تارة بالخرافات والأوهام، وتارة بالمظاهر والوجاهات والألقاب والأسماء، وتارة أخرى بالعطايا والمواعيد، إلى سائر ما هو معروف من أساليبهم في تمويه الأعمال، وإخفاء الحقائق، والتحيل على الغرائز والشهوات.
ولو أُحصيت الحروب التي أريقت فيها دماء الألوف من المحاربين والمسالمين لخداع الشعوب وتمليقها، أو لو أُحصيت الأرواح البريئة التي أزهقها أعداء الحرية والمعرفة، أو لو أُحصيت الثورات والقلاقل التي شجرت بين الحكام والرعايا من أجل المظاهر والأسماء والمنازعات الصبيانية والدعاوى الفارغة، أو لو أُحصيت الدسائس والجرائم التي انغمس فيها طلاب الحظوة وأعوان الطغيان لكان في بعض ذلك شاهد على حقيقة مَن تنفعهم غفلة الجماهير ومَن يُضِرهم انتباهها، وأن تلك الغفلة لم تدم كما دامت في عهود المستبدين، ولم تفد أحدًا كما أفادتهم، ولم يحذروا شيئًا قط كما حذروا يقظتها، ولا رغبوا في شيء قط كما رغبوا في بقائها واستطالتها. وإنما الفرق بين الاستبداد والديمقراطية أن المجال يتسع في هذه لأقوال شتى تنكشف الحقيقة من بينها، ولكنه لا يتسع في عهد الاستبداد لكل قائل، ولا يصعب فيه التواطؤ على الغش والكتمان.
وإن مجرد القول: بأن الشعوب لا تصلح للديمقراطية دليل على أنها درجة عالية يجب أن تتوجه إليها آمال المصلحين وطلاب الكمال، في حين أن القول بجهل الشعوب واضطرارها من أجل ذلك إلى الحكم المطلق دليل على مصلحة الحكام المطلَقين في بقاء ذلك الجهل، وتخليد هذه الحالة التي بها يخلدون.
ومما يُضعف جانب الحكام المطلَقين في دعوتهم هذه أنهم يعيبون على الجماهير أطوارها؛ ليتخلصوا من ذلك إلى تزكية الحكم الدكتاتوري أو الحكم المطلق، مع أن التجارب الكثيرة - والتجارب الحديثة منها على الخصوص - قد أظهرت أن الدكتاتوريين الصالحين هم رجال الشعوب، وثمرة تلك الأطوار، وأن الجماهير لا تنقصها البديهة التي تفطن بها إلى مقدرة القادة، وتوليهم إعجابها، وتخصهم بثقتها وإقبالها، وتسلمهم زمامها حتى حين يجترئون على عاداتها التي تغار عليها وتغضب للمساس بها إذا مسها مَن ليست له تلك القدرة، وذلك الإعجاب، فإذا احتاجت الجماهير إلى المصلح النافذ في إصلاحه، فليس أقدر على هذا المطلب من زعيم شعبي تبرزه البديهة الشعبية، ولا أسرع منه في حث غريزة الأمم، ومغالبة ما فيها من العيوب، وكأن هذا المصلح هو الزوج المحبوب الذي يطاع لأن طاعته سرور، ويقاس مقدار حبه بمقدار المشقة التي تُبذل في إطاعة أمره. وقد يكون الزوج زوجًا بالصيغة الرسمية، ولكنه لا ينال هذه المكانة، ولا يأمن الرياء والخيانة إذا تكفلت له الصيغة الرسمية بالطاعة الظاهرة.
وعبثٌ ولا ريب أن تعاب أطوار الجماهير، وأن يقتصر الأمر فيها على النقد والزراية، وهي هي الأطوار التي لازمتها في كل ما تمخضت عنه الإنسانية من الثقافات، وفي كل مَن تمخضت عنهم من الدعاة والمصلحين، فأصلَحُ الطبائع لإحياء الشعوب هي الطبائع التي بينها وبين الشعوب مجاوبة في الشعور، ومساجلة في عناصر الحياة، وإذا كانت الشعوب تخطئ في عرف العلماء، فليس عرف العلماء هنا هو المقياس الذي يُرجع إليه في تقدير الدوافع والنتائج؛ لأن الطبيعة لا تستشير العلماء فيما تعمل وفيما تريد، بل ليس العلماء أنفسهم بنجوة من الخطأ على حسب مقياسهم؛ لأن أخطاءهم - قديمًا وحديثًا - في تصور الحكومات النافعة أكثر وأكبر من أخطاء الشعوب كلها مجتمِعات.
.......
على أن الحكومة النيابية في أمم الديمقراطية لم تعيَ قط بمراس أسباب كتلك الأسباب، وضرورات كتلك الضرورات، بل لم تعيَ حكومات الديمقراطية حتى في الزمن القديم بعلاجها والاحتياط لها، وهي بالقياس إلى حكومات اليوم ناقصة النظام، ناقصة التمثيل، ناقصة الأداة؛ ففي روما القديمة كان مجلس الشيوخ في أوقات الخطر على الوطن — لاحظ في أوقات الخطر على الوطن — يَنتدب من زعماء الأمة «دكتاتورًا» يساعده قائد حربي، ويطلق يده في الشئون العامة زمنًا أقصاه في العادة ستة أشهر، وكثيرًا ما كان الدكتاتور يعتزل وظيفته باختياره إذا أَنجز ما انتُدب له قبل الموعد المضروب. وكان مجلس الشيوخ على كل حال يحتفظ بحقوقه التامة في أثناء ذلك، ويشرف يومًا يومًا على أعمال الدكتاتور وأعوانه الحربيين، ولم يحدث قط — إلا عنوة واقتسارًا — أن يجيء الدكتاتور والسكينة مستقرة، والحقوق العامة مصونة، فيستبد بالناس، وينتهك الحق المصون، ويفرِّق وحدة الأمة المتفقة. هذا وهو لا يكون دكتاتورًا إلا بنوع من البطولة المهيبة المحبوبة يغني النفوس بعض الغنى عن الحرية بعزة الوطنية، ونخوة الإعجاب، ولن يكون دكتاتورًا وهو سخيف هزيل لا مظهر له ولا مخبر، ولا يصدق أحد من الناس أنه مالك أمره، وصاحب القوة التي بها يصول على أبناء وطنه.
إن أحمق المستبدين هو ذاك الذي يهدم الديمقراطية في هذا العصر ليبني على أساسها صرح الاستبداد العتيق، فإن الديمقراطية إذا هُدمت لم يخلفها في مكانها إلا أحد مذهبين: فإما الفوضية، وإما الشيوعية على نظام من أنظمتها الكثيرة؛ ذلك أن الفوضيين والشيوعيين يشككون الناس في كل نظام معهود ويقولون: إن الحكومة بطبيعتها قائمة على الغصب والاعتداء لخدمة طائفة من الأمة هي الطائفة التي تقبض على الزمام، لا فرق في هذه الخلة بين حكومات المستبدين والحكومات النيابية التي يقال: إنها حكومات الشعوب، فإذا ساء ظن الناس بالتمثيل النيابي بعدما جربوا ضروب الحكومات الغابرة ساء ظنهم بادعاء كل حكومة، وتهيأت الأذهان لقبول تلك الدعاوى التي يلهج بها الفوضيون والشيوعيون، وبطل يقينهم بالحكم وثقتهم بالطبيعة البشرية، فباتوا في حياة خاوية عميقة لا إخلاص فيها ولا أريحية ولا يقين، فكل مستبد يحارب الديمقراطية اليوم إنما يخدم الشيوعية أو الفوضية من حيث يخيل إليه أنه يخدم نفسه، ويعود بالناس إلى زمن دابر لن يعود.
فليحذَر المستبدون من عزل الشعوب عن الحكم، أو من شكها في الحكومة الشعبية؛ لأنها في هذه الحالة لن تؤمن إلا بالحكومة الطائفية، ولن يكون من وراء ذلك إلا انتصار محقق للشيوعيين، وليحذَر الكُتاب الذين يُسرفون في نقد الديمقراطية؛ لأنها إنما تَقبل الإصلاح على مبادئها القويمة، ولا تَقبله على مبادئ أخرى. أما إذا انقلبت أو بطل الإيمان بها؛ فلن يرجى من ذلك خير، ولن يخلفها نظام أصلح منها يُظن به أن يدوم أو يطول.

## نقد وتعليقات
كتب أحمد منصور في صحيفة اليوم السابع بتاريخ 28 يونيو 2022 مقالة تحت عنوان «عباس محمود العقاد.. هل كان والده السبب في حبه للمجالس الأدبية» واستشهد بكتاب «الحكم المطلق في القرن العشرين» في مسار كتابات العقاد وقال: "بجانب رحلة كفاحه الطويلة للمفكر الكبير عباس محمود العقاد في الحياة الأدبية، فكان له مشوار طويل من الكفاح السياسي فكتب في السياسة: الحكم المطلق في القرن العشرين، هتلر في الميزان، أفيون الشعوب، فلاسفة الحكم في العصر الحديث، الشيوعية والإنسانية."
كتب موقع "إسلام أون لاين": "له في السياسة عدة كتب يأتي في مقدمتها «الحكم المطلق في القرن العشرين»، وتابع الموقع قائلاً: "وهو في هذه الكتب يحارب الشيوعية والنظم الاستبدادية، ويمجد الديمقراطية التي تكفل حرية الفرد، الذي يشعر بأنه صاحب رأي في حكومة بلاده، وبغير ذلك لا تتحقق له مزية، وهو يُعِدُّ الشيوعية مذهبًا هدَّامًا يقضي على جهود الإنسانية في تاريخها القديم والحديث، ولا سيما الجهود التي بذلها الإنسان للارتفاع بنفسه من الإباحية الحيوانية إلى مرتبة المخلوق الذي يعرف حرية الفكر وحرية الضمير."

## وصلات خارجية
https://www.hindawi.org/books/74796070/ الحكم المطلق في القرن العشرين
https://www.goodreads.com/book/show/17184698 الحكم المطلق في القرن العشرين
https://books-library.net/free-636901241-download الحكم المطلق في القرن العشرين
https://www.bookleaks.com/files/hind/politics/10.pdf الحكم المطلق في القرن العشرين